# Agrotis nocturna
Agrotis nocturna là một loài bướm đêm trong họ Noctuidae.